# إمنتال
الإمُنتَال (بالإنجليزية: Emmental أو Emmentaler أو Emmenthal) هو نوعٌ من الأجبان العائد إلى منطقة إمنتال بكانتون برن السويسرية. الإمنتال مصنوعٌ من حليب البقر وكثير الاستخدام في سويسرا وفرنسا وإيطاليا. يحتوي الجبنٌ بشكله الكامل على ثقوب تختلف أحجامها بين ما هو صغير وما هو كبير. تعود هذه الثقوب إلى مادة تضاف إلى الحليب عند صنع هذا الجبن وهي عبارة عن نوع من البكتيريا. لجبن الإمنتال استعمالات عديدة في المطبخ بالإضافة إلى فوائد هذا الجبن.

## الإنتاج
هناك حاجة إلى ثلاثة أنواع من البكتيريا لإعداد الإمنتال: عقدية حرية (Streptococcus thermophilus) ولاكتوباسيلوس هيلفيتوس (Lactobacillus helveticus) وبروبيون باكتريايوم فرويدينريشي (Propionibacterium freudenreichii). تاريخيا، كانت الثقوب علامة على النقص، وحتى في العصر الحديث يحاول صناع الجبن تجنبها.

## التاريخ
ذُكرت الإمنتال لأول مرة في السجلات المكتوبة في عام 1293، ولكنها سميت لأول مرة باسمها الحالي في عام 1542.

## شراء وحفظ جبن الإمنتال
يتواجد جبن الامنتال في جميع برّادات المحال التجارية. أمّا عن حفظ هذا النوع من الأجبان فينصح بالتالي: يغلف الجبن أوّلاً بورق بلاستيكي ثمّ يوضع في الثلاجة. إن حصل تعفّن في الجبن، يجب إزالته باستخدام السكين على أن تزال أيضاً الطبقة أسفله. لتجميد الجبن، يقطع إلى أجزاء ثمّ يلف كل جزء بورق القصدير ويوضع في حاوية مخصصة في القسم الأعلى من الثلاجة ليصمد لفترة طويلة.

## الاستخدام
يتمتّع جبن الإمنتال بخاصية مهمّة جداً وهي قابليته للذوبان بسرعة وبالتالي كثيراً ما يستخدم هذا النوع من الأجبان في السندويشات والصلصات. وعادة ما يستهلك جبن الإمنتال باردا، على شكل قطع أو شرائح، ويستخدم أيضا في مجموعة متنوعة من الأطباق، وخاصة في الجرتان والفوندو، حيث يتم خلطه مع جبن غرويير. يستخدم أيضا عند تحضير كلوب سندويش التونة والجبن أو عند إعداد كانلوني بالكراث والسلمون أو اللازانيا بالسبانخ وأوراق الجرجير أو حتّى الريغاتوني بالدجاج المخبوز مع الخضار.

## القيمة الغذائية
تحتوي قطعة بوزن 25 جم على التالي:
السعرات الحرارية: 107 سعر
بروتين: 6.83 جم
دهون: 8.4 جم
كاربوهيدرات: 0.4 جم

## فوائد جبن الإمنتال
يساعد جبن الامنتال على تحسين مستوى ضغط الدم ومستوى الكوليستيرول في جسم الإنسان. هو غنيٌّ بالكالسيوم وبالتالي يساعد على الحفاظ على عظام قويّة.

## التسميات
في أجزاء كثيرة من العالم الناطق باللغة الإنجليزية يستخدم مصطلحي «إمنتال» و «الجبن السويسري» للإشارة إلى أي جبن من نوع الإمنتال، سواء تم إنتاجه في سويسرا أو في أي مكان آخر. وزارة الزراعة في الولايات المتحدة، على سبيل المثال، تستخدم مصطلح الجبن السويسري وجبن الإمنتال بالتبادل.

## الأصناف المحمية
عدة أنواع من الإمنتال لديها شهادة، بما في ذلك:

### سويسرا
سُجلت Emmentaler Switzerland AOC في عام 2000 بوصفها تسميه منشأ المحمية (AOC). في عام 2013، تم استبدالها بشهادة تسمية المنشأ (AOP). يتم إنتاج هذا الإمنتال الأصلي في مصانع الألبان الريفية الصغيرة من حليب البقر الخام، مع إضافة المكونات الطبيعية فقط (الماء والملح والمنفحة)؛ لا يسمح بإضافة المواد الحافظة أو المكونات من الكائنات المعدلة وراثيا. يتم إنتاج الجبن في شكل دائري مع قشرة طبيعية، ويترك لمدة لا تقل عن أربعة أشهر. هذا الإمنتال لديه ثلاثة اعمار:
- الكلاسيكية، عمرها أربعة أشهر على الأقل
- البالغة، عمرها ثمانية أشهر على الأقل
- بريمير كرو، عمرها أربعة عشر شهرا على الأقل

### خارج سويسرا
- ألغير إممنتالر (Allgäuer Emmentaler)، من بافاريا، ألمانيا، لديه وضع PDO.[7]
- إمننتال دي سافوا (Emmental de Savoie)، من سافوا، فرنسا، لديه حالة PGI.[7]
- إمنتال فرانسيه إست سنترال (Emmental français est-central)، من فرانش-كونته، فرنسا، أيضا لديه حالة PGI.[7]